# 復讐執行人
『復讐執行人』（ふくしゅうしっこうにん）は大石圭の小説。

## 概要
角川ホラー文庫より2005年7月10日発売（ISBN 4-04-357211-5）。

## ストーリー
主人公の香月健太は36歳。3つ歳下の妻と5歳と6歳の娘たちと4人で横浜の郊外の住宅街に暮らし、平凡でありきたりだが幸せな生活を送っていた。
明日からゴールデンウィーク、家族旅行でバリ島へ行くという夜、深夜に家族を殺されてしまう。
今作は家族を殺された側と殺した側の視点で交互に描かれている。